# Jardim da Estrela
De Jardim da Estrela is een openbare tuin gelegen tegenover de Basílica da Estrela in Lissabon, Portugal. De tuin heeft een totale oppervlakte van 4,6 hectare en is dagelijks geopend van zeven uur in de ochtend tot middernacht.

## Geschiedenis
In 1842 begon, op initiatief van politicus António Bernardo da Costa Cabral, met steun van koningin Maria II, de aanleg van Jardim da Estrela. Tussen 1844 en 1850 heerste er politieke onrust in het land, waardoor de aanleg van het park tijdelijk werd onderbroken. De tuin werd officieel geopend op 3 april 1852.

## Flora en Fauna
In de tuin kun je verschillende soorten dieren vinden, waaronder eenden, zwanen, ganzen en pauwen. Verder zijn er verschillende plantensoorten te bewonderen, de meest opvallende zijn:
- Drakenbloedboom (Dracaena draco)
- Japanse notenboom (Ginkgo biloba)
- Zomereik (Quercus robur)
- Deodarceder (Cedrus deodara)
- Araucaria cookii (Araucaria columnaris)
- Europese dwergpalm (Chamaerops humilis)
- Canarische dadelpalm (Phoenix canariensis)
- Johannesbroodboom (Ceratonia siliqua)
- Witte paardenkastanje (Aesculus hippocastanum)
- Libanonceder (Cedrus libani)